# Багаторукий бог далайна
«Багаторукий бог далайна» — перший великий твір (роман) російського фантаста Святослава Логінова, написаний в 1991—1992 роках і опублікований в 1995-му році (видання датованне 1994 роком). Книга була відзначена 4 преміями в області фантастики: Інтерпресскон (1995), Біляївською премією (1995), Фанкон (1995), Золотий Дюк. Була номінована на премію «Мандрівник» в 1996 році.
Дія роману розгортається у вигаданому світі — далайні, який являє собою чотирикутний басейн, який можна обійти по периметру всього за чотири дні. Всередині далайна існують квадратні ділянки суходолу фіксованого розміру — оройхони. За визнанням автора, прототипом такого «всесвіту» стала його дитяча забава: на аркуші зошита в клітинку він створював карти, що складаються з квадратних елементів. Незважаючи на початкову схематичність та умовність подібної «світобудови», його фрагменти опрацьовані досить докладно, створюючи в результаті струнку і гармонійну картину світу. Своєрідна лексика роману — назви й імена взяті автором з монгольської мови, причому він орієнтувався не на зміст слів, а на їх фонетичне звучання.
На прохання як читачів, так і видавців, Святослав Логінов починав писати продовження роману, «Сидить на краю», однак ідея не отримала подальшого розвитку і автор відмовився від створення дилогії.

## Сюжет
У романі описано вигаданий світ, який складається з гігантського прямокутного басейну — далайна, розміром в сотні квадратних кілометрів, заповненого отруйним слизом. У цьому слизі мешкає практично безсмертний монстр, Ероол-Гуй. Люди живуть на квадратних ділянках суходолу, оройхонах (з довжиною сторони 1728 кроків), які створюються чарівниками ілбечами, що зрідка з'являються в світі. При створенні нового оройхона скорочується життєвий простір Ероол-Ґуя, тому ілбечі є його заклятими ворогами. Розмір далайна — 45 оройхонів зі сходу на захід і 36 — з півночі на південь. Далайном називається також простір, не зайнятий оройхонами, тобто власне океан. Межі світу огороджені непрохідними розжареним областями.
Ероол-Гуй періодично викидається на берег, пожираючи все живе, але він нездатний просунутися вглиб, його атака завжди обмежена межами одного оройхона, що межує з далайном. Таким чином, прибережна зона є найнебезпечнішим місцем для життя. Там живуть люди, яким не знайшлося місця в кращих умовах. «Сухі оройхони», відокремлені від океану хоча б одним оройхоном, є досить комфортним місцем для життя місце.
Економіка в книзі побудована в основному на утилізації надміцних кісток і панцирів тварин, використання їхніх шкур. Тварини, що мешкають в океані, не їстівні, проте на сухих оройхонах вирощуються злаки, гриби, мешкають їстівні тварини. Важливою галуззю для економіки далайна є 5 початкових оройхонів (складових «хреста Тенгера»). Вони з'явилися при створенні світу, а не створені ілбечами — тільки на цих так званих «кременистих оройхонах», в шахтах, можливий видобуток досить твердого каменю. Існує вогнепальна зброя, створення якої (а також пороху) пов'язане з великою небезпекою.
Громадський устрій нагадує собою ранньофеодальний лад. Світ поділений між кількома державами, з різним устроєм, але однаково жорстокими до простої людини. Всі вони зацікавлені в розширенні своєї території, тому намагаються створити умови, при яких ілбеч буде створювати суходіл у межах їхніх кордонів. Вони, головним чином, полягають у перекритті кордонів і створення змови мовчання (бо за легендою розкритий людьми ілбеч живе не більше доби).
Основна тема роману, який характеризується важкою, похмурою атмосферою, це змагання між людьми і Ероол-Ґуєм. Люди повільно, але невідступно віднімають у нього життєвий простір. Порушуються також питання існування особистості в авторитарній державі.

### Кордони світу
У кінці оповіді стає ясно, що далайн побудований у світі, дуже схожому на наш. У ньому мешканцям далайна доводиться вчитися жити після руйнування звичної їм картини світу. Однак їхній «далайн» — не єдиний. Існує як мінімум ще один такий же, можливо їх ще більше. Головний герой, «ілбеч», який присвятив все життя боротьбі з «Ероол-Ґуєм», сам займає його місце в цьому новому далайні, заповнюючи внутрішню порожнечу після загибелі свого єдиного, найголовнішого ворога.

## Критика
На думку Олега Дивова, роман є однією з вершин російської фантастичної прози. Будучи надзвичайно навантаженим смислами і метафоричним, роман є квінтесенцію світовідчуття радянського інтелектуала, що снидіє у фізичних і метафізичних обмеженнях.

## Видання
Роман кілька разів видавався в Росії: Софія (1995), Азбука-Терра (1996, 1997), Ексмо-Прес (2001), Ексмо (2004). Перевиданий у 2018 році видавництвом Acta Diurna з авторською післямовою про долю ненаписаною другої книги роману. Видано також у Болгарії в 2001 році в перекладі Івана Тотоманова.